# (15085) 1999 CB43
A (15085) 1999 CB43 a Naprendszer kisbolygóövében található aszteroida. A LINEAR projekt keretében fedezték fel 1999. február 10-én.